# Philoponella collina
Philoponella collina là một loài nhện trong họ Uloboridae.
Loài này thuộc chi Philoponella. Philoponella collina được Eugen von Keyserling miêu tả năm 1883.